# Каталог Хобокена
Каталог Хобокена (нем. Hoboken-Verzeichnis, сокр. Hob. или H.) — каталог музыкальных произведений композитора Франца Йозефа Гайдна. Составлен голландским музыковедом Антони ван Хобокеном. Опубликован в трёх томах, в 1957, 1971 и 1978 годах соответственно.
В отличие от каталога произведений Моцарта Людвига фон Кёхеля и произведений Шуберта Отто Дойча, каталог Хобокена составлен не в хронологическом порядке, а по категориям произведений. По этому же принципу строится каталог произведений Иоганна Себастьяна Баха Вольфганга Шмидера. Например, все симфонии попадают в категорию I, все струнные квартеты в категорию III, сонаты для фортепиано в категорию XVI, и т.д.
При упоминании произведений Гайдна обычно указывается Номер по Хобокену, обычно в формате: «Концерт для скрипки с оркестром №1» до мажор, Hob. VIIa:1.
| Hob.   | Категория                                                          |
| ------ | ------------------------------------------------------------------ |
| I      | Симфонии (1–108)                                                   |
| Ia     | Увертюры (1–16)                                                    |
| II     | Дивертисменты для четырёх и более голосов (1–47)                   |
| III    | Струнные квартеты (1–83b)                                          |
| IV     | Трехголосные дивертисменты (1–11)                                  |
| V      | Струнные трио (1–21)                                               |
| VI     | Разные дуэты (1–6)                                                 |
| VII    | Концерты для различных инструментов                                |
| VIII   | Марши (1–7)                                                        |
| IX     | Танцы (1–29)                                                       |
| X      | Различные работы для баритона (1–12)                               |
| XI     | Трио для баритона, альта/скрипки и виолончели (1–126)              |
| XII    | Дуэты с баритоном (1–25)                                           |
| XIII   | Концерты для баритона (1–3)                                        |
| XIV    | Дивертисменты для клавира с аккомпанементом (1–13)                 |
| XV     | Трио для клавира, скрипки/флейты и виолончели (1–40)               |
| XVa    | Клавирные трио                                                     |
| XVI    | Клавирные сонаты (1–52)                                            |
| XVII   | Клавирные пьесы (1–12)                                             |
| XVIIa  | Произведения для клавира в четыре руки (1–2)                       |
| XVIII  | Клавирные концерты (1–11)                                          |
| XIX    | Пьесы для музыкальных часов (1–32)                                 |
| XX     | Инструментальные работы на Семь последних слов Спасителя на кресте |
| XX-2   | Хоровая версия Семи последних слов Спасителя на кресте             |
| XXI    | Оратории (1–3)                                                     |
| XXII   | Мессы (1–14)                                                       |
| XXIII  | Различные духовные произведения                                    |
| XXIV   | Кантаты и арии с оркестром                                         |
| XXV    | Песни на два, три и четыре голоса                                  |
| XXVI   | Песни и кантаты с клавирным сопровождением                         |
| XXVII  | Каноны (духовные 1–10; светские 1–47)                              |
| XXVIII | Оперы (1–13)                                                       |
| XXIX   | Зингшпили                                                          |
| XXX    | Музыка для театра                                                  |
| XXXI   | Обработки шотландских (273) и уэльсских (60) народных песен        |

## Издание
- Anthony van Hoboken: Joseph Haydn: thematisch-bibliographisches Werkverzeichnis.
  - Band 1: Instrumentalwerke. Schott, Mainz 1957.
  - Band 2: Vokalwerke. Schott, Mainz 1971.
  - Band 3: Register, Addenda und Corrigenda. Schott, Mainz 1978, ISBN 3-7957-0003-5.